# Ima (cantante)
Ima, pseudonimo di Marie-Andrée Bergeron (LaSalle, 11 maggio 1978), è una cantante canadese.

## Biografia
Nel 2002 esce il primo album di Ima che contiene una nuova versione (sempre in italiano) del brano Baila di Zucchero. Nel 2005 esce il disco Pardonne moi si je t'aime che contiene Pardonne moi, versione francese della canzone Scusami se ti amo di Gianluca Grignani. Nello stesso album si trovano la canzone Avant de prétendre, versione francese del brano Prima di partire per un lungo viaggio di Irene Grandi e Angeli di città cantata in coppia con Gianluca Grignani, autore della canzone.

Nel 2009 duetta con Enrico Ruggeri nella canzone 'Attimi' nel Cd del cantautore milanese All in - L'ultima follia di Enrico Ruggeri, cantata in italiano e francese e dalla quale è stato estratto anche un video del duetto.

## Discografia
- 2002: Ima
- 2005: Pardonne moi si je t'aime
- 2007: Smile
- 2009: A la vida!
- 2009: Christmas
- 2011: Precious

## Filmografia

### Televisione
- Casino (2006-2008)